# Corynebacterium
Il Corynebacterium è un genere di batteri appartenente alla famiglia delle Corynebacteriaceae (Attinomiceti).
Comprende una trentina di specie piccole, a forma bastoncellare, diritta o curva.

Sono gram-positivi, cosmopoliti e aerobi. Parassitano piante (soprattutto Solanacee) e animali, uomo compreso.
Sono utilizzati dal punto di vista industriale per la produzione di amminoacidi, come ad esempio il glutammato da Corynebacterium glutamicum
Dal punto di vista medico sono interessanti molti Corinebatteri in quanto fanno parte della flora commensale.
Agente patogeno rilevante è Corynebacterium diphtheriae, agente eziologico della difterite.

## Specie
- Corynebacterium diphtheriae
- Corynebacterium fascians
- Corynebacterium piogens
- Corynebacterium simplex
- Corynebacterium malli
- Corynebacterium ulcerans
- Corynebacterium pseudotuberculosis (o Corynebacterium ovis)
- Corynebacterium pyogenes
- Corynebacterium haemolyticum
- Corynebacterium glutamicum
- Corynebacterium aquaticum
- Corynebacterium pseudodiptheriticum (o Corynebacterium hofmannii)
- Corynebacterium urealyticum (corynebacteria del gruppo D2)
- Corynebacterium equi
- Corynebacterium bovis
- Corynebacterium xerosis
- Corynebacterium amycolatum
- Corynebacterium jeikeiun (corynebacteria del gruppo JK)
- Corynebacterium striatum
- Corynebacterium tenuis
- Corynebacterium glucoronolyticum